# 平湯神社
平湯神社（ひらゆじんじゃ）は、岐阜県高山市奥飛騨温泉郷にある神社。平湯温泉にある。

## 祭神
- 天照大神
- 白猿

## 由緒
創建時期は不詳。元は天照大神を祭神とする神明神社であった。1907年（明治40年）に上宝村の村内の神社が村上神社に合祀されたさいに、平湯の神明神社も合祀される。その後、村上神社より分祀され、1980年（昭和55年）、平湯温泉の『白猿伝説』により白猿を合祀し、「平湯神社」に改称した。
毎年10月1日の例祭のほか、5月15日に湯花まつり・絵馬祭り、8月10 - 20日には平湯猿満夏まつりが行われる。

## 交通
- 平湯バスターミナルより徒歩5分
- 中部縦貫自動車道平湯ICより約1km